# Marlenheim
Marlenheim je občina v departmaju Bas-Rhin francoske regije Alzacija.
Leta 1990 je v občini živelo 2 956 oseb oz. 203 oseb/km².